# مارسيل بروس
مارسيل بروس (بالإنجليزية: Marcelle Bruce)‏ (15 مارس 1971 بديترويت في الولايات المتحدة - ) هو لاعب كرة قدم أمريكي في مركز الدفاع. لعب مع كولتشستر يونايتد وبلدلوك تاون ‏ وهيميل هيمبستيد تاون.